# Hyunmoo
Hyunmoo (coreano: 현무; Hanja: 玄武; literalmente "Tortuga Negra" de la mitología china, que significa "Guardián del Cielo del Norte") es una serie de misiles balísticos tácticos desarrollados por Corea del Sur.
El Hyunmoo incluye el único misil balístico diseñado por Corea del Sur que realmente se desplegó. Este misil mejoró el dispositivo propulsor de la primera etapa que era un problema en el misil Baekgom anterior. El primer lanzamiento de prueba del Hyunmoo tuvo éxito en 1982; La situación política interna de Corea del Sur retrasó el segundo lanzamiento de prueba hasta septiembre de 1985. La prueba de vuelo fue realizada por el Centro de pruebas de sistemas de defensa (DSTC).

## Variantes
- Hyunmoo-1[1]
- Hyunmoo-2[2][3]
- Hyunmoo-3[4]
- Hyunmoo-4[5][6]
- Hyunmoo-5[7][8]